# Милкову дин Вале (Олт)
Милкову дин Вале (рум. Milcovu din Vale) насеље је у Румунији у округу Олт у општини Милков. Oпштина се налази на надморској висини од 109 m.

## Становништво
Према подацима из 2002. године у насељу је живело 275 становника, од којих су сви румунске националности.